# Герб Кораблинского района
Герб «муниципального образования — Корабли́нский муниципальный район Рязанской области» Российской Федерации.
Герб утверждён Решением №31 «О гербе Кораблинского района Рязанской области» Кораблинского районного Совета депутатов 4 июня 1998 года.
Герб и его описание прошли геральдическую экспертизу и внесены в Государственный геральдический регистр Российской Федерации под номером 307.

## Описание герба
Герб представляет собой зелёный геральдический щит.
На основной зелёной части полотнища изображена композиция фигур из муниципального герба — два жёлтых хлебных колоса положенные накрест с вертикальным, поверх них, белым с жёлтым кольцом ключом, обращённым двойной бородкой вниз, ниже которых — красная горизонтальная полоса, несущая три горизонтально вытянутых жёлтых сквозных ромба и имеющая белые каёмки
В знак административно-территориальной принадлежности района к Рязанской области в золотой «вольной» части (специальном квадрате в верхнем левом углу герба) со скругленным внутренним углом помещена старинная зелёная княжеская шапка, венчающая голову князя в областном гербе. Шапка имеет чёрную соболью опушку, над которой укреплено золотое украшение («городок») с зелёным самоцветным камнем, имеющим цвет гербового поля и символизирующий драгоценный камень Кораблинского района в венце Рязанской области.

## Обоснование символики
Серебряный ключ, обращенный вверх золотым ушком, символизирует ключ от кладовых подземных ископаемых, а также источники серебряных вод, которыми богат район.
Ключ положен поверх двух золотых колосьев накрест, символизирующих плодородие и развитое в районе земледелие, а их сочетание напоминает о прошлом ключевом значении Кораблино в хлеботорговле, как места ссыпки и хранения зерна из соседних уездов.
Червленый (красный) пояс, обремененный тремя сквозными, положенными вдоль пояса золотыми ромбами (веретенами), символизирующие развитую в городе Кораблино ткацкую промышленность. Пояс окаймлен (обложен) двумя серебряными полосами, символизирующими железную дорогу и её большую роль в истории города Кораблино и района.